# Cantonul Duclair
Cantonul Duclair este un canton din arondismentul Rouen, departamentul Seine-Maritime, regiunea Haute-Normandie, Franța.

## Comune
| Comune                        | Populație (1999) | Cod poștal | Cod INSEE |
| ----------------------------- | ---------------- | ---------- | --------- |
| Anneville-Ambourville         | 946              | 76480      | 76020     |
| Bardouville                   | 576              | 76480      | 76056     |
| Berville-sur-Seine            | 552              | 76480      | 76088     |
| Duclair                       | 4 163            | 76480      | 76222     |
| Épinay-sur-Duclair            | 386              | 76480      | 76237     |
| Hénouville                    | 1 211            | 76840      | 76354     |
| Jumièges                      | 1 714            | 76480      | 76378     |
| Mauny                         | 132              | 76530      | 76419     |
| Le Mesnil-sous-Jumièges       | 552              | 76480      | 76436     |
| Quevillon                     | 533              | 76840      | 76513     |
| Sainte-Marguerite-sur-Duclair | 1 519            | 76480      | 76608     |
| Saint-Martin-de-Boscherville  | 1 504            | 76840      | 76614     |
| Saint-Paër                    | 1 326            | 76480      | 76631     |
| Saint-Pierre-de-Varengeville  | 2 277            | 76480      | 76636     |
| Le Trait                      | 5 397            | 76580      | 76709     |
| Yainville                     | 1 181            | 76480      | 76750     |
| Yville-sur-Seine              | 433              | 76530      | 76759     |